# Arioldo Arioldi
Arioldo Arioldi, noto con il nome di battaglia Uno (Sansepolcro, 30 novembre 1924 – Capolona, 28 novembre 2006), è stato un partigiano italiano.

## Biografia
Nato a Sansepolcro nel 1924, dopo l'8 settembre 1943 sfuggì al rastrellamento nazista e rientrò nella propria città da Ariccia, dove stava prestando il servizio militare nei Vigili del Fuoco.
Fra l'ottobre e il novembre del 1943 entrò a far parte della brigata partigiana guidata da Eduino Francini, che operò nella zona dell'Alpe della Luna e partecipò poi attivamente all'insurrezione di Sansepolcro (19 marzo 1944). La brigata, costretta poi alla fuga, si rifugiò a Villa Santinelli dove ingaggiò un duro scontro con preponderanti forze nazifasciste. Alla fine, Francini e altri otto partigiani furono fucilati, mentre Arioldi riuscì a fuggire e a unirsi, nei pressi di Caprese Michelangelo, a una banda di slavi (guidata dai fratelli Rado e Dušan Bordon) fuggiti dal campo di concentramento di Renicci.
In seguito, il partigiano Uno guidò un distaccamento operante nella zona di Ponte alla Piera (Anghiari) inquadrato nella 23ª Brigata Garibaldi "Pio Borri" del capitano Siro Rosseti, poi al vertice del SIOS Esercito, e fu protagonista di numerose azioni militari fino alla liberazione di Arezzo.
Dopo la Liberazione, Arioldi si trasferì con la moglie Maria a Genova nel Corpo delle Guardie di Pubblica Sicurezza.
Con la pensione si trasferì a Capolona e fu instancabile durante l’esperienza amministrativa al Comune di Capolona, fu assessore e vice-sindaco dal 1985 al 1994. Inoltre si adoperò con passione e sensibilità per tenere viva la memoria della lotta di Liberazione presso le scuole e ad ogni ricorrenza del calendario. Fu l’animatore e il promotore del Monumento in ricordo dei giovani partigiani di Caliano Ezio Zavagli (20 anni) e Vasco Lastrucci (23 anni) barbaramente martoriati ed uccisi dai fascisti presso la Stazione di Subbiano/Capolona Nord ed il ricordo presso il Cimitero di Ponina di Don Tarquinio Mazzoni, presidente del Comitato Comunale di Liberazione e primo sindaco di Capolona.